# Виница (община)
Вижте пояснителната страница за други значения на Виница.
Вѝница (на македонска литературна норма: Општина Виница) е община, разположена в източната част на Северна Македония. В общината влизат град Виница, център на общината, и още 15 населени места. Община Виница има територия от 432,67 km2 и гъстота на населението 46,08 жители на km2.

## Структура на населението
Според преброяването от 2002 година община Виница има 19 938 жители.
| Етническа принадлежност | Процент |
| македонци               | 91,59%  |
| албанци                 | 0,00%   |
| турци                   | 1,36%   |
| роми                    | 6,17%   |
| власи                   | 0,61%   |
| сърби                   | 0,16%   |
| бошняци                 | 0,00%   |
| други                   | 0,11%   |